# Düsseldorfer Turn- und Sportverein Fortuna 1895 1973-1974
Questa voce raccoglie le informazioni riguardanti il Düsseldorfer Turn- und Sportverein Fortuna 1895 nelle competizioni ufficiali della stagione 1973-1974.

## Stagione
Nella stagione 1973-1974 il Fortuna Düsseldorf, allenato da Heinz Lucas, concluse il campionato di Bundesliga al 3º posto. In Coppa di Germania il Fortuna Düsseldorf fu eliminato al primo turno dal Hertha Berlino. In Coppa UEFA il Fortuna Düsseldorf fu eliminato agli ottavi di finale dal Lokomotive Lipsia.

## Rosa
| N. |                     | Ruolo | Calciatore       |
| -- | ------------------- | ----- | ---------------- |
|    | Germania (bandiera) | P     | Kurt Büns        |
|    | Germania (bandiera) | P     | Wilfried Woyke   |
|    | Germania (bandiera) | D     | Heiner Baltes    |
|    | Germania (bandiera) | D     | Robert Begerau   |
|    | Germania (bandiera) | D     | Peter Biesenkamp |
|    | Germania (bandiera) | D     | Fred Hesse       |
|    | Germania (bandiera) | D     | Egon Köhnen      |
|    | Germania (bandiera) | D     | Hans-Georg Kraus |
|    | Germania (bandiera) | D     | Werner Kriegler  |
|    | Germania (bandiera) | D     | Werner Lungwitz  |
|    | Germania (bandiera) | C     | Benno Beiroth    |

| N. |                     | Ruolo | Calciatore        |
| -- | ------------------- | ----- | ----------------- |
|    | Germania (bandiera) | C     | Dieter Brei       |
|    | Germania (bandiera) | C     | Klaus Budde       |
|    | Germania (bandiera) | C     | Horst-Franz Degen |
|    | Germania (bandiera) | C     | Hans Schulz       |
|    | Germania (bandiera) | C     | Gerd Zewe         |
|    | Germania (bandiera) | A     | Hans-Joachim Abel |
|    | Germania (bandiera) | A     | Reiner Geye       |
|    | Germania (bandiera) | A     | Dieter Herzog     |
|    | Germania (bandiera) | A     | Udo Klohs         |
|    | Germania (bandiera) | A     | Wolfgang Seel     |

## Organigramma societario
Area tecnica
- Allenatore: Heinz Lucas
- Allenatore in seconda:
- Preparatore dei portieri:
- Preparatori atletici:

## Calciomercato

### Sessione estiva
| Acquisti | Acquisti      | Acquisti       | Acquisti |
| R.       | Nome          | da             | Modalità |
| -------- | ------------- | -------------- | -------- |
| A        | Wolfgang Seel | Kaiserslautern |          |

| Cessioni | Cessioni           | Cessioni         | Cessioni |
| R.       | Nome               | a                | Modalità |
| -------- | ------------------ | ---------------- | -------- |
| A        | Maik Galakos       | Olympiacos       |          |
| C        | Leonhard Helmreich | F. Düsseldorf II |          |
| A        | Bernd Kipp         | Preußen Münster  |          |
| D        | Klaus Senger       | Rot-Weiss Essen  |          |
| A        | Peter Sichmann     | Bayer Leverkusen |          |

### Sessione invernale
| Acquisti | Acquisti | Acquisti | Acquisti |
| R.       | Nome     | da       | Modalità |
| -------- | -------- | -------- | -------- |

| Cessioni | Cessioni | Cessioni | Cessioni |
| R.       | Nome     | a        | Modalità |
| -------- | -------- | -------- | -------- |

## Risultati

### Bundesliga

#### Girone di andata
| Arbitro: | Quindeau |

|                                      |           |         |
| Hoeneß 25’ Zobel 81’ Beckenbauer 90’ | Marcatori | 8’ Seel |

| Arbitro: | Frickel |

|                          |           |  |
| Herzog 20’ Geye 49’, 90’ | Marcatori |  |

| Arbitro: | Waltert |

|               |           |          |
| Bergfelder 4’ | Marcatori | 56’ Geye |

| Arbitro: | Tschenscher |

|                  |           |                    |
| Seel 8’ Geye 76’ | Marcatori | 48’ (rig.) Lehmann |

| Arbitro: | Siepe |

|             |           |                                               |
| Lippens 67’ | Marcatori | 37’ Brei 53’ Hesse 60’ Geye 75’ (rig.) Herzog |

| Arbitro: | Dreher |

|                     |           |                                                                         |
| Herzog 32’ Zewe 33’ | Marcatori | 6’ (aut.) Biesenkamp 24’ Ackermann 62’ Pirrung 67’ Toppmöller 69’ Huber |

| Arbitro: | Horstmann |

|                            |           |  |
| Hermandung 73’ Gutzeit 77’ | Marcatori |  |

| Arbitro: | Lutz |

|                       |           |  |
| Kriegler 82’ Abel 89’ | Marcatori |  |

| Arbitro: | Weyland |

|                        |           |                   |
| Cremer 35’ Pröpper 61’ | Marcatori | 42’ Geye 54’ Seel |

| Arbitro: | Betz |

|          |           |              |
| Geye 28’ | Marcatori | 22’ Etterich |

| Arbitro: | Aldinger |

|                                                  |           |                     |
| Ehmke 28’, 34’ Kremers 39’ (rig.) Beverungen 41’ | Marcatori | 21’ Schulz 81’ Seel |

| Arbitro: | Engel |

|                        |           |  |
| Herzog 17’, 41’ (rig.) | Marcatori |  |

| Brema 27 ottobre 1973, ore 15:30 CET 13ª giornata | Werder Brema | 0 – 0 referto | Fortuna Düsseldorf | Weserstadion (14 000 spett.)\| Arbitro: \| Seiler \| |
| Arbitro:                                          | Seiler       |               |                    |                                                      |

| Arbitro: | Basedow |

|                              |           |                           |
| Herzog 7’ Brei 53’ Budde 88’ | Marcatori | 10’, 47’ Held 20’ Schäfer |

| Arbitro: | Haselberger |

|                     |           |  |
| Köhnen 50’ Geye 74’ | Marcatori |  |

| Arbitro: | Tschenscher |

|              |           |                     |
| Heynckes 64’ | Marcatori | 58’ Herzog 77’ Geye |

| Arbitro: | Meuser |

|          |           |  |
| Brei 33’ | Marcatori |  |

#### Girone di ritorno
| Arbitro: | Horstmann |

|                                     |           |                      |
| Geye 36’ Köhnen 55’, 60’ Herzog 89’ | Marcatori | 17’ Hoeneß 80’ Zobel |

| Arbitro: | Riegg |

|                                           |           |                     |
| Weber 21’ Müller 29’ Löhr 63’ Glowacz 75’ | Marcatori | 85’ Brei 87’ Herzog |

| Arbitro: | Nickel |

|                                                 |           |            |
| Zewe 5’ Geye 10’, 90’ (rig.) Budde 26’ Seel 89’ | Marcatori | 67’ Struth |

| Arbitro: | Tschenscher |

|  |           |          |
|  | Marcatori | 74’ Geye |

| Arbitro: | Hilker |

|                         |           |  |
| Zewe 48’, 80’ Budde 73’ | Marcatori |  |

| Arbitro: | Berner |

|                                             |           |                       |
| Köhnen 16’ (aut.) Ackermann 23’ Pirrung 66’ | Marcatori | 63’ Herzog 88’ Köhnen |

| Arbitro: | Picker |

|           |           |          |
| Budde 58’ | Marcatori | 15’ Horr |

| Stoccarda 9 marzo 1974, ore 15:30 CET 25ª giornata | Stoccarda | 0 – 0 referto | Fortuna Düsseldorf | Neckarstadion (15 000 spett.)\| Arbitro: \| Zuchantke \| |
| Arbitro:                                           | Zuchantke |               |                    |                                                          |

| Arbitro: | Fork |

|                    |           |  |
| Herzog 8’ Geye 87’ | Marcatori |  |

| Arbitro: | Dittmer |

|                                 |           |                                 |
| Lameck 1’ Balte 55’ Walitza 71’ | Marcatori | 16’ Köhnen 40’ Herzog 78’ Budde |

| Arbitro: | Riegg |

|  |           |             |
|  | Marcatori | 45’ Fischer |

| Arbitro: | Betz |

|              |           |                               |
| Sperlich 89’ | Marcatori | 10’ Budde 38’ Schulz 72’ Geye |

| Arbitro: | Klauser |

|           |           |             |
| Herzog 9’ | Marcatori | 78’ Assauer |

| Arbitro: | Niemann |

|                                                    |           |  |
| Kostedde 11’ Hickersberger 32’ Ritschel 43’ (rig.) | Marcatori |  |

| Arbitro: | Dreher |

|             |           |                       |
| Reimann 57’ | Marcatori | 9’ Kriegler 68’ Budde |

| Arbitro: | Engel |

|         |           |  |
| Geye 8’ | Marcatori |  |

| Arbitro: | Nickel |

|                          |           |            |
| Krauth 63’ Grabowski 66’ | Marcatori | 29’ Köhnen |

### Coppa di Germania
| Arbitro: | Boe |

|                  |           |                      |
| Müller 52’, 111’ | Marcatori | 24’ Brei 107’ Köhnen |

| Arbitro: | Lutz |

|                        |                      |                          |
| Geye 62’               | Marcatori            | 10’ Müller               |
| Herzog Abel Biesenkamp | Tiri di rigore 1 – 4 | Müller Horr Sziedat Beer |

### Coppa UEFA
| Arbitro: | Burns |

|           |           |  |
| Hesse 52’ | Marcatori |  |

| Arbitro: | Axelsson |

|                       |           |                     |
| Olsen 50’ Ottosen 89’ | Marcatori | 30’ Seel 70’ Herzog |

| Arbitro: | Karolak |

|                        |           |           |
| Kaltenbrunner 67’, 78’ | Marcatori | 26’ Budde |

| Arbitro: | Sureda |

|                       |           |  |
| Brei 7’, 16’ Geye 25’ | Marcatori |  |

| Arbitro: | Jones |

|                     |           |                   |
| Brei 59’ Herzog 67’ | Marcatori | 41’ (rig.) Matoul |

| Arbitro: | Angonese |

|                                    |           |  |
| Lisiewicz 43’ Löwe 46’ Frenzel 55’ | Marcatori |  |

## Statistiche

### Statistiche di squadra
| Competizione      | Punti | In casa | In casa | In casa | In casa | In casa | In casa | In trasferta | In trasferta | In trasferta | In trasferta | In trasferta | In trasferta | Totale | Totale | Totale | Totale | Totale | Totale | DR  |
| Competizione      | Punti | G       | V       | N       | P       | Gf      | Gs      | G            | V            | N            | P            | Gf           | Gs           | G      | V      | N      | P      | Gf     | Gs     | DR  |
| ----------------- | ----- | ------- | ------- | ------- | ------- | ------- | ------- | ------------ | ------------ | ------------ | ------------ | ------------ | ------------ | ------ | ------ | ------ | ------ | ------ | ------ | --- |
| Bundesliga        | 41    | 17      | 11      | 4       | 2       | 35      | 16      | 17           | 5            | 5            | 7            | 26           | 31           | 34     | 16     | 9      | 9      | 61     | 47     | +14 |
| Coppa di Germania | -     | 1       | 0       | 1       | 0       | 1       | 1       | 1            | 0            | 1            | 0            | 2            | 2            | 2      | 0      | 2      | 0      | 3      | 3      | 0   |
| Coppa UEFA        | -     | 3       | 3       | 0       | 0       | 6       | 1       | 3            | 0            | 1            | 2            | 3            | 7            | 6      | 3      | 1      | 2      | 9      | 8      | +1  |
| Totale            | 41    | 21      | 14      | 5       | 2       | 42      | 18      | 21           | 5            | 7            | 9            | 31           | 40           | 42     | 19     | 12     | 11     | 73     | 58     | +15 |

### Andamento in campionato
| Giornata  | 1  | 2 | 3 | 4 | 5 | 6 | 7 | 8 | 9 | 10 | 11 | 12 | 13 | 14 | 15 | 16 | 17 | 18 | 19 | 20 | 21 | 22 | 23 | 24 | 25 | 26 | 27 | 28 | 29 | 30 | 31 | 32 | 33 | 34 |
| --------- | -- | - | - | - | - | - | - | - | - | -- | -- | -- | -- | -- | -- | -- | -- | -- | -- | -- | -- | -- | -- | -- | -- | -- | -- | -- | -- | -- | -- | -- | -- | -- |
| Luogo     | T  | C | T | C | T | C | T | C | T | C  | T  | C  | T  | C  | C  | T  | C  | C  | T  | C  | T  | C  | T  | C  | T  | C  | T  | C  | T  | C  | T  | T  | C  | T  |
| Risultato | P  | V | N | V | V | P | P | V | N | N  | P  | V  | N  | N  | V  | V  | V  | V  | P  | V  | V  | V  | P  | N  | N  | V  | N  | P  | V  | N  | P  | V  | V  | P  |
| Posizione | 15 | 8 | 8 | 5 | 5 | 6 | 8 | 7 | 7 | 6  | 8  | 7  | 6  | 5  | 4  | 4  | 4  | 4  | 4  | 4  | 4  | 3  | 4  | 4  | 4  | 3  | 3  | 4  | 3  | 3  | 3  | 3  | 3  | 3  |

Legenda:

Luogo: C = Casa; T = Trasferta. Risultato: V = Vittoria; N = Pareggio; P = Sconfitta.

### Statistiche dei giocatori
| Giocatore     | Bundesliga | Bundesliga | Bundesliga  | Bundesliga | Coppa di Germania | Coppa di Germania | Coppa di Germania | Coppa di Germania | Coppa UEFA | Coppa UEFA | Coppa UEFA  | Coppa UEFA | Totale   | Totale | Totale      | Totale     |
| Giocatore     | Presenze   | Reti       | Ammonizioni | Espulsioni | Presenze          | Reti              | Ammonizioni       | Espulsioni        | Presenze   | Reti       | Ammonizioni | Espulsioni | Presenze | Reti   | Ammonizioni | Espulsioni |
| ------------- | ---------- | ---------- | ----------- | ---------- | ----------------- | ----------------- | ----------------- | ----------------- | ---------- | ---------- | ----------- | ---------- | -------- | ------ | ----------- | ---------- |
| H. Abel       | 4          | 1          | 0           | 0          | 1                 | 0                 | 0                 | 0                 | 1          | 0          | 0           | 0          | 6        | 1      | 0           | 0          |
| H. Baltes     | 28         | 0          | 2           | 1          | 2                 | 0                 | 0                 | 0                 | 6          | 0          | 1           | 0          | 36       | 0      | 3           | 1          |
| R. Begerau    | 1          | 0          | 0           | 0          | 0                 | 0                 | 0                 | 0                 | 0          | 0          | 0           | 0          | 1        | 0      | 0           | 0          |
| B. Beiroth    | 0          | 0          | 0           | 0          | 0                 | 0                 | 0                 | 0                 | 0          | 0          | 0           | 0          | 0        | 0      | 0           | 0          |
| P. Biesenkamp | 16         | 0          | 0           | 0          | 2                 | 0                 | 0                 | 0                 | 1          | 0          | 0           | 0          | 19       | 0      | 0           | 0          |
| D. Brei       | 33         | 4          | 5           | 0          | 2                 | 1                 | 0                 | 0                 | 6          | 3          | 0           | 0          | 41       | 8      | 5           | 0          |
| K. Brücken    | 0          | 0          | 0           | 0          | 0                 | 0                 | 0                 | 0                 | 0          | 0          | 0           | 0          | 0        | 0      | 0           | 0          |
| K. Budde      | 32         | 7          | 1           | 0          | 2                 | 0                 | 0                 | 0                 | 5          | 1          | 0           | 0          | 39       | 8      | 1           | 0          |
| K. Büns       | 13         | 0          | 0           | 0          | 0                 | 0                 | 0                 | 0                 | 4          | 0          | 0           | 0          | 17       | 0      | 0           | 0          |
| P. Czernotzky | 0          | 0          | 0           | 0          | 0                 | 0                 | 0                 | 0                 | 0          | 0          | 0           | 0          | 0        | 0      | 0           | 0          |
| H. Degen      | 2          | 0          | 0           | 0          | 0                 | 0                 | 0                 | 0                 | 0          | 0          | 0           | 0          | 2        | 0      | 0           | 0          |
| R. Geye       | 32         | 16         | 1           | 0          | 2                 | 1                 | 1                 | 0                 | 5          | 1          | 0           | 0          | 39       | 18     | 2           | 0          |
| D. Herzog     | 34         | 13         | 4           | 0          | 2                 | 0                 | 0                 | 0                 | 6          | 2          | 1           | 0          | 42       | 15     | 5           | 0          |
| F. Hesse      | 34         | 1          | 2           | 0          | 0                 | 0                 | 0                 | 0                 | 6          | 1          | 0           | 0          | 40       | 2      | 2           | 0          |
| U. Klohs      | 0          | 0          | 0           | 0          | 0                 | 0                 | 0                 | 0                 | 0          | 0          | 0           | 0          | 0        | 0      | 0           | 0          |
| H. Kraus      | 2          | 0          | 1           | 0          | 1                 | 0                 | 0                 | 0                 | 0          | 0          | 0           | 0          | 3        | 0      | 1           | 0          |
| W. Kriegler   | 29         | 2          | 0           | 0          | 2                 | 0                 | 0                 | 0                 | 6          | 0          | 0           | 0          | 37       | 2      | 0           | 0          |
| E. Köhnen     | 28         | 6          | 2           | 0          | 2                 | 1                 | 0                 | 0                 | 4          | 0          | 0           | 0          | 34       | 7      | 2           | 0          |
| W. Lungwitz   | 8          | 0          | 1           | 0          | 0                 | 0                 | 0                 | 0                 | 4          | 0          | 0           | 0          | 12       | 0      | 1           | 0          |
| H. Schulz     | 22         | 2          | 0           | 0          | 0                 | 0                 | 0                 | 0                 | 3          | 0          | 0           | 0          | 25       | 2      | 0           | 0          |
| W. Seel       | 34         | 5          | 0           | 0          | 2                 | 0                 | 0                 | 0                 | 6          | 1          | 0           | 0          | 42       | 6      | 0           | 0          |
| W. Woyke      | 22         | 0          | 0           | 0          | 2                 | 0                 | 0                 | 0                 | 3          | 0          | 0           | 0          | 27       | 0      | 0           | 0          |
| G. Zewe       | 33         | 4          | 1           | 0          | 2                 | 0                 | 0                 | 0                 | 6          | 0          | 0           | 0          | 41       | 4      | 1           | 0          |
| G. Zimmermann | 0          | 0          | 0           | 0          | 0                 | 0                 | 0                 | 0                 | 0          | 0          | 0           | 0          | 0        | 0      | 0           | 0          |